# Gottfried Galston
Gottfried Galston (Viena, Àustria, 31 d'agost de 1879 - St. Louis, Missouri, EUA, 2 d'abril de 1950) fou un pianista austríac casat amb la també pianista Sandra Droucker.
Durant algun temps fou professor del Conservatori de Sant Petersburg, on va conèixer la seva esposa Sandra. va realitzar brillants gires com a concertista per l'Amèrica del Nord i Austràlia. És autor de diverses i interessants obres didàctiques.